# Algara
Algara es una palabra de origen árabe (الغارة, incursión o ataque) que se aplicaba a las tropas de caballería que salían a correr y robar la tierra del enemigo, en un ataque rápido y hecho por sorpresa; la palabra también designa a la propia incursión o correría.

## Uso moderno
La algara todavía se usa en las guerras modernas para impedir o estorbar la movilización y concentración de tropas, asustar a un país y facilitar su invasión, conocer las posiciones y fuerzas del enemigo, cortar sus comunicaciones e impedir su aprovisionamiento. Se empleó mucho en las guerras franco-prusiana, turco-rusa y de secesión americana, designándola con el nombre extranjero de raid.